# San Diego (Madrid)
San Diego es un barrio administrativo de la ciudad de Madrid, enclavado en el distrito de Puente de Vallecas.

## Descripción
San Diego, uno de los seis barrios administrativos en los que está dividido el distrito de Puente de Vallecas, cuenta con una superficie de 106,99 hectáreas. Alberga una elevada población inmigrante; en 2010 el 34,91 % de los residentes eran extranjeros. En 2016 tenía una población de 38 953 habitantes.